# Vincent Oldenburg
Vincent Oldenburg (* 5. November 1759 in Hamburg; † 15. Februar 1833 ebenda) war ein deutscher Jurist, Oberaltensekretär und Senatssyndicus der Freien und Hansestadt Hamburg.

## Leben
Oldenburg wurde als Sohn des Hamburger Oberalten Marcus Oldenburg (1723–1795) aus dessen erster Ehe mit Catharina Magdalena Cramer geboren. Nach seiner Schulbildung studierte er Jurisprudenz an der Universität Göttingen und promovierte dort am 25. April 1780 als Lizenziat des kanonischen und weltlichen Rechts. Er kehrte zurück in seine Heimatstadt und wurde hier 1782 Richter und 1783 Präses des Hamburger Niedergerichts. 1788 wurde Oldenburg Vorsteher der Allgemeinen Armenanstalt und am 29. Oktober 1789 als Nachfolger von Johann Gottfried Misler (1720–1789) zum Oberaltensekretär gewählt. Am 11. März 1807 wurde er schließlich Senatssyndicus. 1826 beantragte er krankheitsbedingt die Entbindung von seinen Amtsgeschäften. Dieser Antrag wurde jedoch, trotz der Unterstützung des Senats, von der Bürgerschaft mehrfach abgelehnt. Schließlich wurde Oldenburg von sämtlichen Ämtern dispensiert und am 10. November 1830 ohne Pension in den Ruhestand versetzt. Vincent Oldenburg starb 1833 unverheiratet in Hamburg.

## Werke (Auswahl)
- Diss. inaug. de retorsione jurium, praecipue in causis cambialibus. Göttingen 1780 (16 S.).